# Manuel Aguilar
Manuel Trinidad Aguilar Peña (ur. 28 stycznia 2003 w Culiacán) – meksykański piłkarz występujący na pozycji środkowego obrońcy, od 2023 roku zawodnik Tigres UANL.